# Rally de Montecarlo de 2014
El Rally de Montecarlo de 2014 fue la 82.ª edición y la primera ronda de la temporada 2014 del Campeonato Mundial de Rally. Se celebró del 14 al 19 de enero y contó con un itinerario de quince tramos sobre asfalto que sumaban un total de 384,57 km cronometrados. Fue también la primera ronda de los campeonatos WRC 2 y WRC 3.
El itinerario de la prueba contó como sede la localidad francesa de Gap, al contrario que otros años cuando estaba en Valence. La ceremonia de salida se realizó el martes 14 en frente del Casino de Montecarlo.
La lista de inscritos estaba compuesta por 71 pilotos entre los que destacaban los equipos oficiales: Citroën, Volkswagen, M-Sport y Hyundai, este último que regresa al campeonato del mundo, tras diez años de ausencia, con el Hyundai i20 WRC, coche que hizo su debut en manos de los pilotos Thierry Neuville y Dani Sordo. Destacó también Robert Kubica que participó con una tercera unidad del Ford Fiesta RS WRC de M-Sport y el equipo Jipocar Czech National Team de Martin Prokop que alineó un segundo Ford Fiesta RS WRC para Jaroslav Melicharek dentro del Slovakia World Rally Team. En el campeonato WRC 2 había seis pilotos inscritos y en el WRC 3 uno.
El ganador fue el francés Sébastien Ogier que sumó su segunda victoria en la prueba. La primera victoria la consiguió en 2009 cuando el rally era puntuable para el IRC. La segunda posición fue para el también francés Bryan Bouffier con el Ford Fiesta RS WRC y tercero fue Kris Meeke. En la categoría WRC 2 venció Yuriy Protasov y en la WRC 3 Quentin Gilbert, el único piloto que participó.
Este fue el primer Rally de Monte Carlo desde el 2001 en no contar con Sebastien Loeb. 

## Desarrollo
El miércoles 15 se disputó el shakedown situado en la localidad francesa de Châteauvieux y donde Sébastien Ogier marcó fue el más rápido con un tiempo de 2:15,3 s. Segundo y tercero fueron los dos pilotos de Citroën, Kris Meeke y Mads Ostberg con el mismo crono y cuarto Jari-Matti Latvala. Robert Kubica y Thierry Neuville fueron quinto y sexto muy cerca de Latvala. Tras esto se estableció el orden de salida con Ogier primero, segundo Neuville y Latvala tercero.

### Día 1
En los primeros compases de la prueba el polaco Robert Kubica marcó el mejor tiempo en los dos primeros tramos poniéndose líder provisional. El francés Bryan Bouffier fue el más rápido en el tercero y relevó a Kubica en el liderato. Uno de los primeros abandonos destacados fue el del belga Thierry Neuville que en una curva de derechas golpeó la parte trasera de su Hyundai i20 WRC y quedó fuera de carrera. François Delecour también abandonó en la primera especial y Martin Prokop no pudo comenzar el segundo tramo por problemas en el alternador. El francés Bryan Bouffier marcó el mejor tiempo y se puso líder de la prueba, posición que mantuvo hasta el final del día. En el cuarto tramo Jari-Matti Latvala marcó el mejor tiempo. Dani Sordo que fue segundo y recortaba tiempo a Meeke abandonó en el enlace al quinto tramo por una avería en el alternador de su Hyundai i20 WRC. En este tramo Ogier marcó el mejor crono y ascendió a la cuarta plaza.

### Día 2
El segunda día de carrera comenzó con nuevo scratch de Ogier aventajando en once segundos a Bouffier, segundo en el tramo, y que pasaba de la cuarta a la segunda plaza de la general. En el octavo tramo Bouffier fue el más rápido, aunque con solo una diferencia de dos décimas respecto a Ogier. En el noveno tramo, la segunda pasada por Vitrolles-Faye, Ogier marcó el mejor tiempo recortando 47 segundos a Bouffier por lo que se colocó líder de la prueba, posición que mantuvo hasta el final de la prueba. En esta especial Robert Kubica que iba cuarto sufrió un accidente con el Ford Fiesta RS WRC que lo dejó fuera de carrera mientras que Latvala perdió una posición cayendo a la octava plaza. En el décimo tramo Ogier fue de nuevo el más rápido y aumentó su ventaja en la clasificación en once segundos. En el último tramo del día, Latvala marcó el mejor tiempo y recuperó posiciones subiendo hasta la quinta posición. 

### Día 3
El tercer y último día se programaron cuatro tramos de los cuales solo se disputaron tres. El décimo cuarto, fue cancelado luego de que varios participantes quedaran atrapados debido a la presencia de nieve en el recorrido. El líder de la prueba, Ogier, repitiendo el guion en la jornada anterior, fue el más rápido en los dos primeros tramos disputados incrementando su ventaja hasta un minuto respecto a Bouffier que continuaba segundo.

## Itinerario
| Día               | Tramo | Hora  | Tramo                                           | Distancia | Ganador            | Tiempo    | Vel. media | Líder rally     |
| ----------------- | ----- | ----- | ----------------------------------------------- | --------- | ------------------ | --------- | ---------- | --------------- |
| Día 1 16 de enero | SS1   | 07:28 | Orpierre - Saint André de Rosans                | 25.53 km  | Robert Kubica      | 18:39.2   | 81.8 km/h  | Robert Kubica   |
| Día 1 16 de enero | SS2   | 08:16 | Rosans - Sainte Marie - La Charce               | 18.00 km  | Robert Kubica      | 12:19.1   | 87.6 km/h  | Robert Kubica   |
| Día 1 16 de enero | SS3   | 09:49 | Montauban sur l’Ouvèze - Col du Perty - Laborel | 19.37 km  | Bryan Bouffier     | 14:04.1   | 82.5 km/h  | Bryan Bouffier  |
| Día 1 16 de enero | SS4   | 13:32 | Orpierre - Saint André de Rosans                | 25.53 km  | Jari-Matti Latvala | 15:52.5   | 96.3 km/h  | Bryan Bouffier  |
| Día 1 16 de enero | SS5   | 14:20 | Rosans - Sainte Marie - La Charce               | 18.00 km  | Sébastien Ogier    | 11:54.1   | 90.6 km/h  | Bryan Bouffier  |
| Día 1 16 de enero | SS6   | 15:53 | Montauban sur l’Ouvèze - Col du Perty - Laborel | 19.37 km  | Sébastien Ogier    | 11:11.9   | 103.6 km/h | Bryan Bouffier  |
| Día 2 17 de enero | SS7   | 08:48 | Vitrolles - Col d’Espreaux - Faye               | 49.25 km  | Sébastien Ogier    | 29:00.1   | 101.4 km/h | Bryan Bouffier  |
| Día 2 17 de enero | SS8   | 10:41 | Selonnet - Col des Garcinets - Bréziers         | 22.75 km  | Bryan Bouffier     | 14:10.0   | 96.1 km/h  | Bryan Bouffier  |
| Día 2 17 de enero | SS9   | 13:19 | Vitrolles - Col d’Espreaux - Faye               | 49.25 km  | Sébastien Ogier    | 29:14.1   | 100.6 km/h | Sébastien Ogier |
| Día 2 17 de enero | SS10  | 14:42 | Sisteron - Col de Fontbelle - Thoard            | 36.70 km  | Sébastien Ogier    | 22:03.3   | 100.2 km/h | Sébastien Ogier |
| Día 2 17 de enero | SS11  | 18:00 | Clumanc – Col du Défends – Lambruisse           | 20.22 km  | Jari-Matti Latvala | 13:55.8   | 89.5 km/h  | Sébastien Ogier |
| Día 3 18 de enero | SS12  | 14:48 | La Bollène Vésubie - Col de Turini - Moulinet   | 23.61 km  | Sébastien Ogier    | 19:28.9   | 72.1 km/h  | Sébastien Ogier |
| Día 3 18 de enero | SS13  | 15:41 | Sospel - Col de Brouis - Breil sur Roya         | 16.69 km  | Sébastien Ogier    | 10:12.5   | 97.3 km/h  | Sébastien Ogier |
| Día 3 18 de enero | SS14  | 20:12 | La Bollène Vésubie - Col de Turini - Moulinet   | 23.61 km  | Cancelado          | Cancelado | Cancelado  | Sébastien Ogier |
| Día 3 18 de enero | SS15  | 21:05 | Sospel - Col de Brouis - Breil sur Roya         | 16.69 km  | Jari-Matti Latvala | 10:41.5   | 92.9 km/h  | Sébastien Ogier |

## Clasificación final
| Pos.     | Piloto               | Copiloto         | Automóvil               | Tiempo    | Diferencia | Vel. media | Puntos |
| WRC      | WRC                  | WRC              | WRC                     | WRC       | WRC        | WRC        | WRC    |
| -------- | -------------------- | ---------------- | ----------------------- | --------- | ---------- | ---------- | ------ |
| 1.       | Sébastien Ogier      | Julien Ingrassia | Volkswagen Polo R WRC   | 3:55:14.4 | 0.0        | 91.9 km/h  | 25     |
| 2.       | Bryan Bouffier       | Xavier Panseri   | Ford Fiesta RS WRC      | 3:56:33.3 | +1:18.9    | 91.4 km/h  | 18     |
| 3.       | Kris Meeke           | Paul Nagle       | Citroën DS3 WRC         | 3:57:08.7 | +1:54.3    | 91.2 km/h  | 15     |
| 4.       | Mads Østberg         | Jonas Andersson  | Citroën DS3 WRC         | 3:59:08.3 | +3:53.9    | 90.4 km/h  | 12     |
| 5.       | Jari-Matti Latvala   | Mikka Anttilla   | Volkswagen Polo R WRC   | 4:01:22.7 | +6:08.3    | 89.6 km/h  | 10     |
| 6.       | Elfyn Evans          | Daniel Barrit    | Ford Fiesta RS WRC      | 4:03:51.8 | +8:37.4    | 88.7 km/h  | 8      |
| 7.       | Andreas Mikkelsen    | Mikko Markkula   | Volkswagen Polo R WRC   | 4:06:56.7 | +11:42.3   | 87.6 km/h  | 6      |
| 8.       | Jaroslav Melichárek  | Érik Melichárek  | Ford Fiesta RS WRC      | 4:17:10.6 | +21:56.2   | 84.2 km/h  | 4      |
| 9.       | Matteo Gamba         | Nicola Arena     | Peugeot 207 S2000       | 4:19:05.1 | +23:50.7   | 83.5 km/h  | 2      |
| 10.      | Yuriy Protasov       | Pavlo Cherepin   | Ford Fiesta R5          | 4:20:57.2 | +25:42.8   | 82.9 km/h  | 1      |
| WRC 2    |                      |                  |                         |           |            |            |        |
| 1. (10.) | Yuriy Protasov       | Pavlo Cherepin   | Ford Fiesta R5          | 4:20:57.2 | +25:42.8   | 82.9 km/h  | 25     |
| 2. (12.) | Lorenzo Bertelli     | Mittia Dotta     | Ford Fiesta R5          | 4:28:47.  | +7:50.7    | 80.5 km/h  | 18     |
| 3. (13.) | Robert Barrable      | Loudon Stuart    | Ford Fiesta R5          | 4:30:22.3 | +9:25.1    | 80.0 km/h  | 15     |
| 4. (17.) | Armin Kremer         | Klaus Wicha      | Ford Fiesta R5          | 4:46:06.0 | +25:08.8   | 75.6 km/h  | 12     |
| 5. (26.) | Massimiliano Rendina | Mario Pizzuti    | Mitsubishi Lancer Evo X | 4:58:19.8 | +37:22.6   | 72.5 km/h  | 10     |
| 6. (31.) | Jourdan Serderidis   | Morgane Rose     | Ford Fiesta R5          | 5:04:47.0 | +43:49.8   | 71.0 km/h  | 8      |
| WRC 3    |                      |                  |                         |           |            |            |        |
| 1. (39.) | Quentin Gilbert      | Renaud Jamoul    | Citroën DS3 R3T         | 5:18:33.8 | 0.0        | 68.6 km/h  | 25     |